# Ганлыгёль (озеро, Баку)
Ганлыгёль (азерб. Qanlıgöl) — озеро в Ясамальском районе города Баку, в Азербайджане.
Согласно Энциклопедическому словарю топонимов Азербайджана название «Ганлыгёль» («кровавое озеро») возникло из-за нескольких несчастных случаев, произошедших на данной территории.